# Bitva u Falkirku
Bitva u Falkirku (anglicky The Battle of Falkirk, gaelsky Blàr na h-Eaglaise Brice), byla bitva, která se odehrála dne 22. července roku 1298. Byla to jedna z hlavních bitev v první válce za skotskou nezávislost. Skotské jednotky vedené Williamem Wallacem zde byly poraženy armádou krále Eduarda I. William Wallace krátce po bitvě rezignoval na post ochránce Skotska.

## Průběh

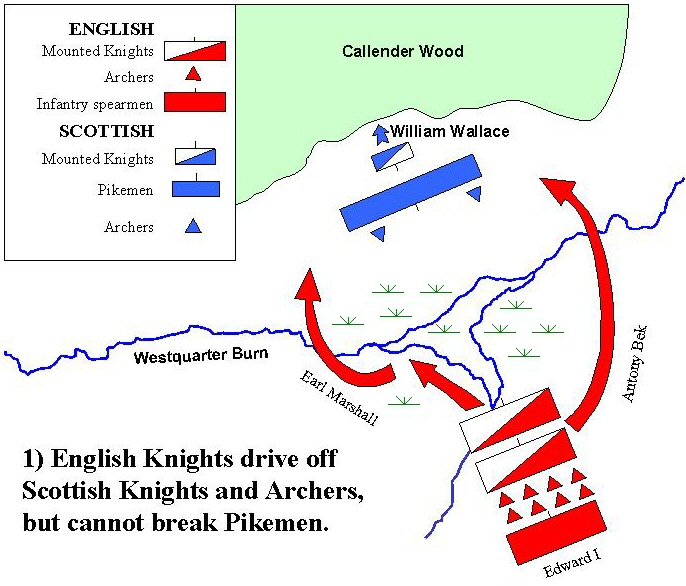
Začátek bitvy

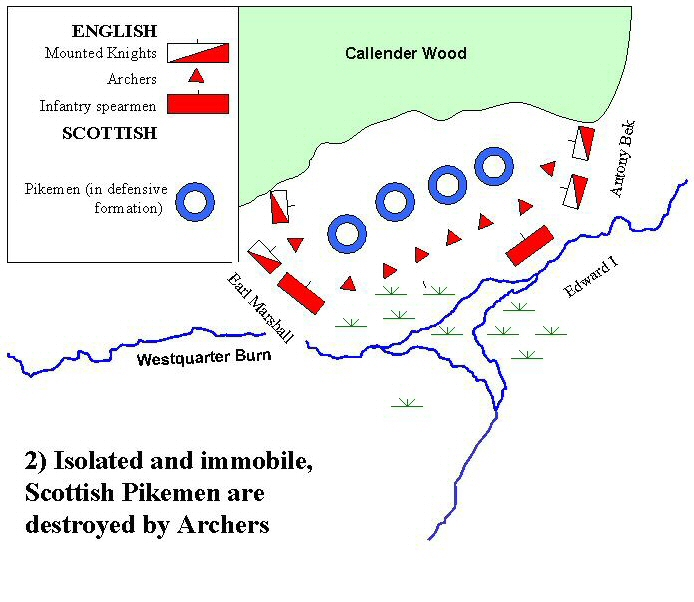
Závěrečná fáze

Když v dubnu 1298 vtáhli Angličané do Skotska, vyhýbal se Wallace bitvě. 22. července 1298 se konečně skotská a anglická armáda střetly v bitvě. Wallace zaujal obranné postavení tvořené čtyřmi čtverci kopiníků tzv. schiltron. Tato obranná hráz kopí měla zastavit anglickou těžkou jízdu a zároveň poskytnout krytí lukostřelcům a lehké jízdě. Ta měla po zastavení Angličanů využít zmatku v jejich řadách a rozehnat je. Tento plán počítal se součinností šlechtické těžké jízdy, která měla napadnout anglický týl a porazit velšské lučištníky. Rytíři ale Wallace zradili a opustili pole. Těžkopádná formace Skotů nemohla za této situace nijak manévrovat. Anglický velitel, král Eduard I., této situace využil a nechal před útokem jízdy lukostřelce, aby „připravili půdu“. Oslabené schiltrony nebyly schopny odolat náporu těžké jízdy a bitva skončila naprostým zničením skotské armády.
Podobný plán použil Robert Bruce v bitvě u Bannockburnu. Zde však díky tomu, že jeho jízda zničila anglické lukostřelce, skončila bitva drtivým vítězstvím Skotů.

## Výsledek a důsledky
Pro Anglii byla bitva u Falkirku jasným a drtivým vítězstvím, ovšem se zárodky budoucí porážky. Wallace ztratil některé ze svých nejvěrnějších stoupenců, včetně sira Johna Stewarta a sira Johna Grahama. V boji se to jasně projevilo v schopnosti uplatňovat efektivní velení, což bylo rozhodující. Eduard I. sice uspěl u Falkirku, ale Eduard II. katastrofálně selhal v bitvě u Bannockburnu
Bitva u Falkirku nebyla tak rozhodující jako dřívější bitva u Dunbaru v roce 1296. Ačkoliv věrohodnost Williama Wallace byla oslabena a jeho vojenská pověst poškozena, tak Eduard I. nedokázal navázat na úspěch u Falkirku ke konečné porážce Skotska, také i díky taktice spálené země, kterou Wallace mimo jiné praktikoval. Armáda Eduarda, oslabená nemocemi a hladem, byla tedy v situaci, kdy nemohla pokračovat dále v kampani. Proto Eduard I. nařídil armádě ustoupit do města Carlisle, kde doufal, že celá armáda nabere zpět sílu, to se ovšem nestalo. Celý kontingent z Durhamu opustil armádu. Po dalších sporech neměl Eduard na výběr nic jiného než propustit většinu své armády, on sám ještě zůstal rok na hranici se Skotskem a až poté se vrátil zpět na jih Anglie, kde vinil své barony z neloajality, která ho obrala o plody vítězství v bitvě u Falkirku.

## Heraldické zobrazení účastníků

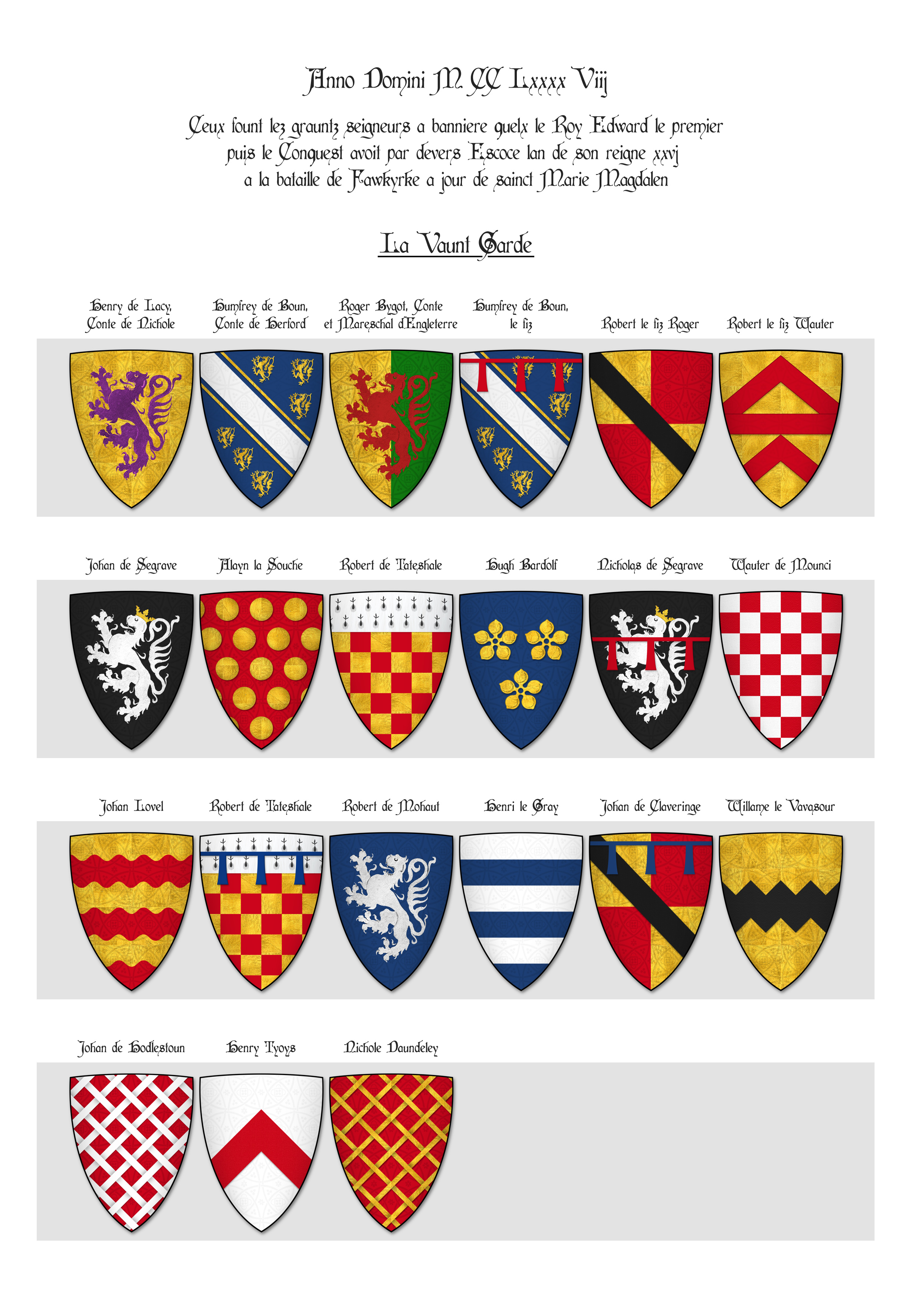
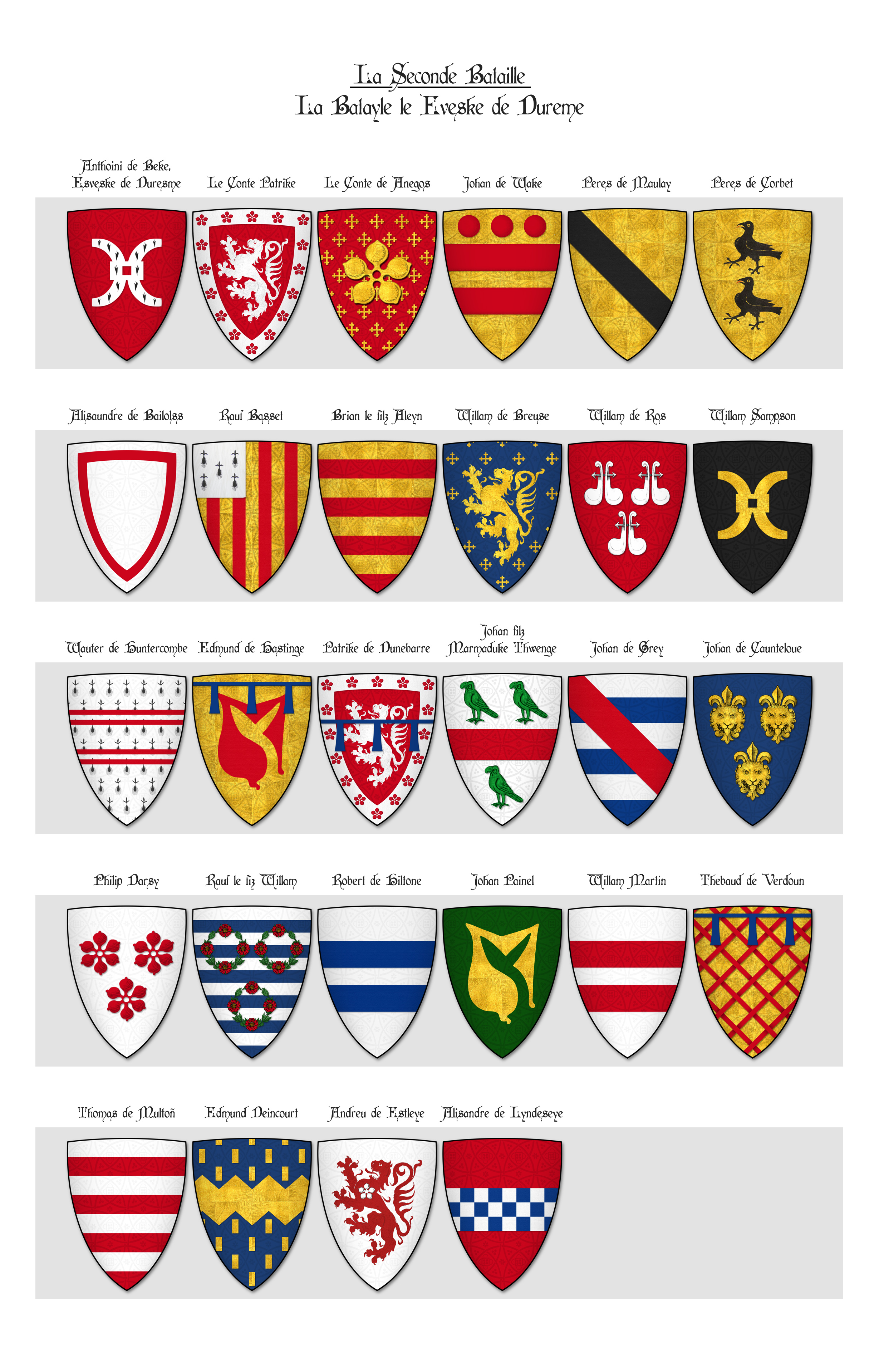
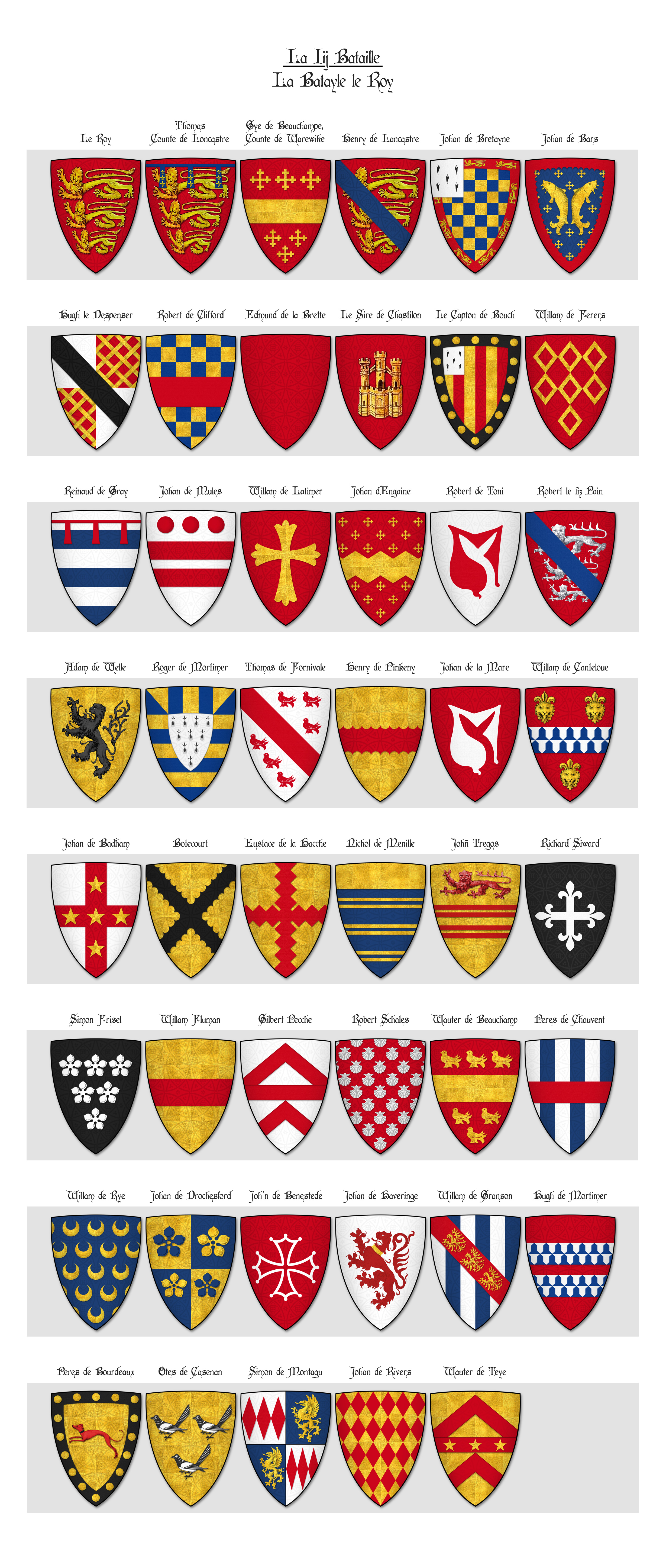
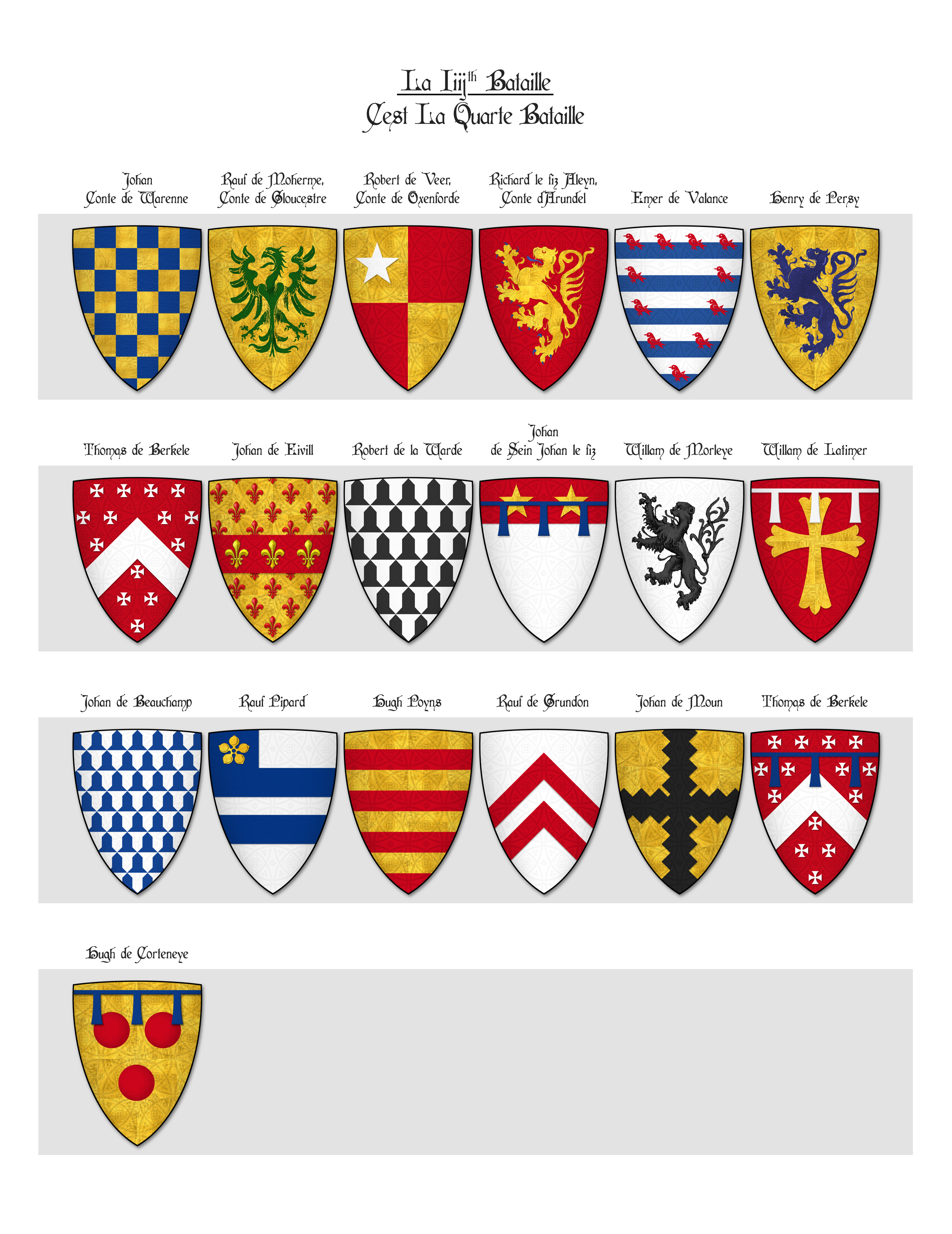